# Contre-la-montre masculin des moins de 23 ans aux championnats du monde de cyclisme sur route 2017

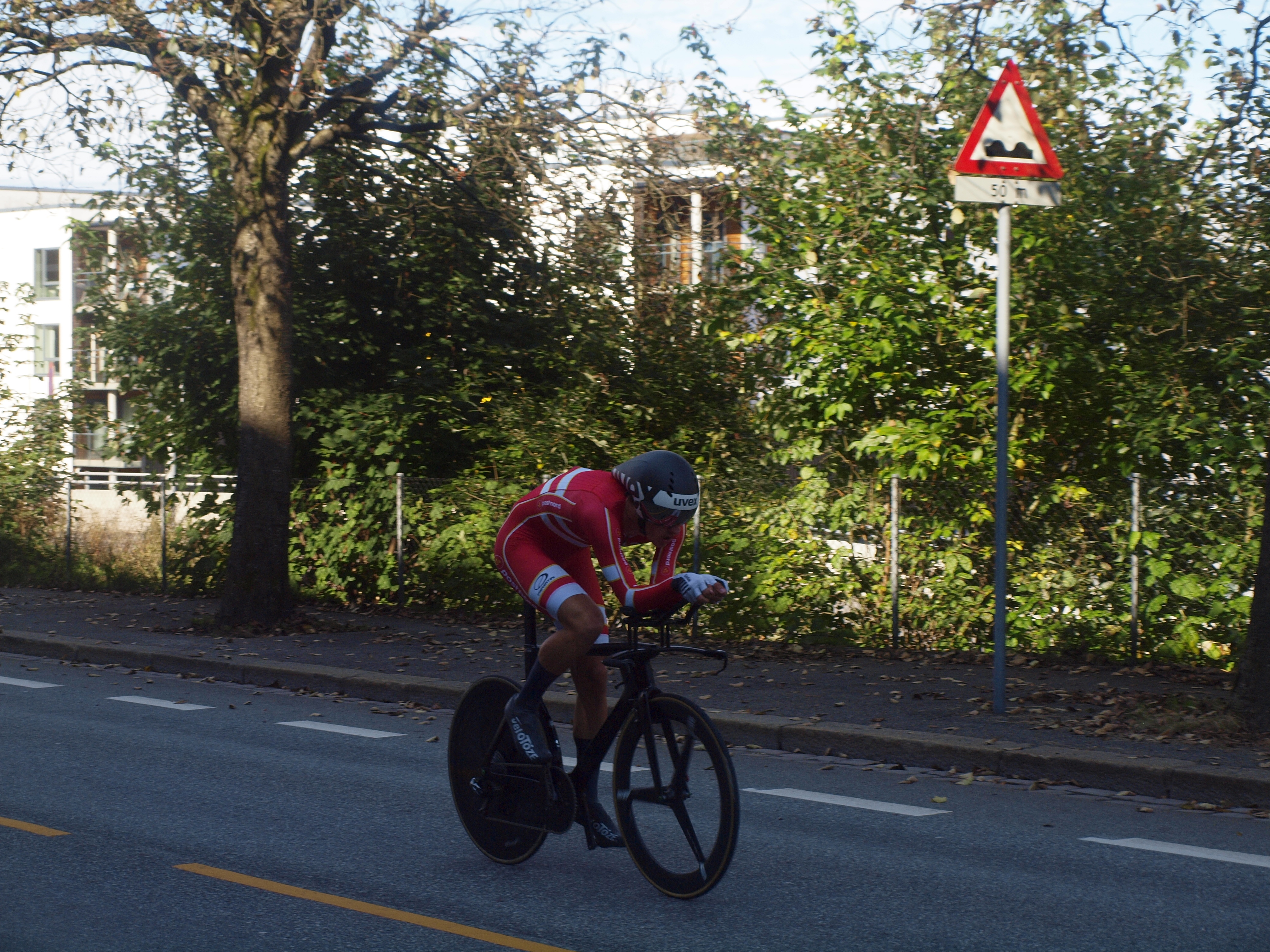
Mikkel Bjerg lors du 2017 Championnats du monde de cyclisme sur route

Le contre-la-montre masculin des moins de 23 ans aux championnats du monde de cyclisme sur route 2017 a lieu sur 37,2 kilomètres le 18 septembre 2017 à Bergen, en Norvège.
On retrouve aux deux premières places, les deux mêmes coureurs du championnat du monde juniors de l'année précédente, mais dans l'ordre inverse. Mikkel Bjerg est cette fois champion du monde devant Brandon McNulty.

## Système de qualification
Selon le système de qualification fixé par le comité directeur de l'Union cycliste internationale, « chaque nation bénéficie de 2 partants. [...] Le champion du monde, le champion olympique et les champions continentaux en titre peuvent participer en sus [de ce quota]. »

## Classement
| Rang                      | Coureur              | Pays              | Temps        |
| ------------------------- | -------------------- | ----------------- | ------------ |
| Médaille d'or, monde      | Mikkel Bjerg         | Danemark          | 47 min 6 s   |
| Médaille d'argent, monde  | Brandon McNulty      | États-Unis        | + 1 min 5 s  |
| Médaille de bronze, monde | Corentin Ermenault   | France            | + 1 min 16 s |
| 4                         | Tom Wirtgen          | Luxembourg        | + 1 min 18 s |
| 5                         | Callum Scotson       | Australie         | + 1 min 21 s |
| 6                         | Senne Leysen         | Belgique          | + 1 min 22 s |
| 7                         | Kasper Asgreen       | Danemark          | + 1 min 31 s |
| 8                         | Edoardo Affini       | Italie            | + 1 min 35 s |
| 9                         | Neilson Powless      | États-Unis        | + 1 min 37 s |
| 10                        | Scott Davies         | Royaume-Uni       | + 1 min 43 s |
| 11                        | Pavel Sivakov        | Russie            | + 1 min 47 s |
| 12                        | Rémi Cavagna         | France            | + 1 min 54 s |
| 13                        | Jaime Castrillo      | Espagne           | + 2 min 12 s |
| 14                        | Yuriy Natarov        | Kazakhstan        | + 2 min 18 s |
| 15                        | Izidor Penko         | Slovénie          | + 2 min 22 s |
| 16                        | Mathias Norsgaard    | Danemark          | + 2 min 25 s |
| 17                        | Tobias Foss          | Norvège           | + 2 min 25 s |
| 18                        | Marc Hirschi         | Suisse            | + 2 min 28 s |
| 19                        | Julian Braun         | Allemagne         | + 2 min 30 s |
| 20                        | Patrick Haller       | Allemagne         | + 2 min 39 s |
| 21                        | Ivo Oliveira         | Portugal          | + 2 min 39 s |
| 22                        | Regan Gough          | Australie         | + 2 min 40 s |
| 23                        | Piotr Brozyna        | Pologne           | + 2 min 47 s |
| 24                        | Szymon Sajnok        | Pologne           | + 2 min 47 s |
| 25                        | Alexander Cowan      | Canada            | + 2 min 58 s |
| 26                        | Dmitri Strakhov      | Russie            | + 3 min 2 s  |
| 27                        | Iver Knotten         | Norvège           | + 3 min 3 s  |
| 28                        | Daniel Martínez      | Colombie          | + 3 min 13 s |
| 29                        | Martin Schäppi       | Suisse            | + 3 min 18 s |
| 30                        | Paolo Baccio         | Italie            | + 3 min 20 s |
| 31                        | Andreas Miltiadis    | Chypre            | + 3 min 29 s |
| 32                        | Kevin Geniets        | Luxembourg        | + 3 min 29 s |
| 33                        | Barnabás Peák        | Hongrie           | + 3 min 41 s |
| 34                        | Luis Villalobos      | Mexique           | + 3 min 48 s |
| 35                        | Patrick Gamper       | Autriche          | + 3 min 48 s |
| 36                        | Markus Freiberger    | Autriche          | + 3 min 51 s |
| 37                        | Fung Ka Hoo          | Hong Kong         | + 3 min 51 s |
| 38                        | Awet Habtom          | Érythrée          | + 3 min 52 s |
| 39                        | Sergio Samitier      | Espagne           | + 3 min 58 s |
| 40                        | Vitaliy Novakovskyi  | Ukraine           | + 4 min 19 s |
| 41                        | Simon Musie          | Érythrée          | + 4 min 32 s |
| 42                        | Matic Grošelj        | Slovénie          | + 4 min 38 s |
| 43                        | Rei Onodera          | Japon             | + 4 min 40 s |
| 44                        | Atsushi Oka          | Japon             | + 5 min 14 s |
| 45                        | Jason Huertas        | Costa Rica        | + 5 min 18 s |
| 46                        | El Mehdi Chokri      | Maroc             | + 5 min 20 s |
| 47                        | Mauricio Moreira     | Uruguay           | + 5 min 24 s |
| 48                        | Ēriks Toms Gavars    | Lettonie          | + 5 min 37 s |
| 49                        | Nathan Van Hooydonck | Belgique          | + 6 min 0 s  |
| 50                        | Omer Goldstein       | Israël            | + 6 min 20 s |
| 51                        | Andrej Petrovski     | Macédoine du Nord | + 6 min 27 s |
| 52                        | Batsaikhan Teshbayar | Mongolie          | + 6 min 31 s |
| 53                        | Daniel Jara          | Costa Rica        | + 6 min 52 s |
| 54                        | Michael O'Loughlin   | Irlande           | + 7 min 21 s |
| 55                        | Victor Langellotti   | Monaco            | + 7 min 25 s |
| 56                        | Jack Burke           | Canada            | + 9 min 26 s |
| -                         | Charles Kagimu       | Ouganda           | DNS          |